# Il ritorno di Casanova (film, 2023)
Pour les articles homonymes, voir Il ritorno di Casanova.
Pour plus de détails, voir Fiche technique et Distribution.
Il ritorno di Casanova est un film dramatique franco-italien réalisé par Gabriele Salvatores et sorti en 2023.
C'est la deuxième adaptation du roman court homonyme d'Arthur Schnitzler publié en 1918, après Le Retour de Casanova (1992) d'Édouard Niermans avec Alain Delon.

## Synopsis
Leo Bernardi, un célèbre réalisateur, est en train de monter son dernier film, Il ritorno di Casanova, d'après le roman du même nom d'Arthur Schnitzler. Cependant, après avoir monté la scène d'ouverture dans laquelle le protagoniste s'échappe de la prison des Plombs, il se désintéresse totalement du projet. Alberto, son producteur, pense que le réalisateur souffre d'une rivalité avec Lorenzo Marino, un jeune nouveau venu dont le film est favori à la Mostra de Venise, et il demande à Gianni, l'assistant-réalisateur, de monter le film pour lui à temps pour le Festival. En réalité, la crise de Leo est avant tout personnelle : il associe le film à Silvia, une jeune et vive paysanne qu'il a rencontrée pendant la production et avec laquelle il a eu une liaison.
Le montage se déroule très lentement, alternant avec les mésaventures quotidiennes de Leo ; Gianni parvient avec beaucoup de difficultés à monter les scènes dans lesquelles Giacomo Casanova, désormais âgé, retourne à Venise ; en chemin, il rencontre son vieil ami Olivo, qui l'invite à rester quelques jours dans sa villa où il vit avec sa femme Amalia (l'ex-maîtresse de Casanova) et Marcolina, sa nièce, une fille jeune et indépendante. Bien qu'Amalia se montre immédiatement accueillante à son égard, Casanova décide de séduire Marcolina, pour se prouver qu'il a encore du charme malgré son âge avancé. La jeune fille, cependant, rejette ses attentions avec dédain et accepte les avances du lieutenant Lorenzi, un beau jeune homme avec lequel elle a une relation sexuelle.
Entre-temps, l'histoire entre Leo et Silvia est également reconstituée : tous deux avaient eu une relation libre et insouciante jusqu'à ce que, peu avant la fin du travail, Silvia découvre qu'elle était enceinte et que Leo panique à l'idée de devenir père à plus de soixante ans. Ils se sont séparés parce que Silvia a demandé à Leo des garanties qu'il a eu du mal à lui donner, et que les nombreuses tentatives de réconciliation sont restées vaines. Leo vit donc une vie triste et solitaire, perpétuellement accompagné par le fantôme de Silvia, par l'indécision et par une aversion pour la technologie moderne, qui semble lui être hostile.
Alberto organise une interview pour Léo afin de présenter le film, à laquelle il se rend malgré lui ; là, il ne peut se retenir et précise que le long métrage n'est qu'un parmi d'autres dans sa carrière, auquel il n'accorde ni plus ni moins d'attention qu'aux autres ; cela exaspère Alberto, mais Silvia, qui voit l'interview à la télévision, comprend pour la première fois le point de vue de son bien-aimé. Plus tard, Leo est obligé de quitter sa maison, dont les éléments domotiques semblent réagir à sa dépression en se déchaînant contre lui ; dans l'hôtel où il trouve refuge, Leo est cependant assiégé par les paparazzi, qu'il chasse en les affrontant avec des fleurets. Cet épisode corrige en partie l'impression que le réalisateur avait donnée de lui-même à l'opinion publique ; ayant retrouvé la volonté de travailler, Leo se précipite pour monter les dernières scènes, mais dans la salle de montage il trouve Gianni qui, exaspéré par son comportement et par la pression d'Alberto, a terminé seul le montage du film. Gianni lui reproche que pendant que Leo perd du temps avec son comportement douteux, il se charge de tout le travail qui ne lui est même pas reconnu, et part en l'insultant.
Dans les dernières scènes du film, Casanova propose au lieutenant Lorenzi de lui payer une grosse dette de jeu : en échange, il couchera avec Marcolina, en se substituant à lui et en lui demandant de consommer un rapport sexuel les yeux bandés. Casanova réussit donc à coucher avec la jeune fille, mais à son réveil, elle est horrifiée par sa vieillesse. S'échappant de sa chambre, il trouve Lorenzi lui-même qui, frappé dans son honneur, le provoque en duel : les deux se battent et Casanova est presque tenté de se laisser tuer, mais il finit par prendre le dessus et tue Lorenzi. Résigné à la vieillesse, Casanova retourne à Venise, sa ville natale, où il devient espion pour le Conseil des Dix et assiste à la naissance d'une lanterne magique qui reliera son histoire à celle de Leo.
Le film est ensuite présenté à Venise, où il perd néanmoins le Lion d'or, attribué au film de Lorenzo Marino. Après la projection, Leo et Gianni ont l'occasion de discuter et conviennent que cette défaite n'est que le début du travail sur un nouveau film. Laissé seul, Leo retrouve également Silvia, venue spécialement à Venise pour le voir : ils se réconcilient, et Leo semble enfin vouloir accepter son rôle de père.

## Fiche technique
- Titre italien : Il ritorno di Casanova[1]
- Réalisateur : Gabriele Salvatores
- Scénario : Gabriele Salvatores, Umberto Contarello (it), Sara Mosetti d'après le roman court homonyme d'Arthur Schnitzler publié en 1918.
- Photographie : Italo Petriccione (it)
- Montage : Julien Panzarasa
- Décors : Matteo De Gregori
- Effets spéciaux : Fabio Traversari, Francesco Pepe
- Maquillage : Joan Giacomin, Erika Zamprioli
- Production : Nicola Fedrigoni, Alessandro Mascheroni, Niccolò Ballarati, Marco Cohen, Fabrizio Donvito, Francesco Grisi, Benedetto Habib, Daniel Campos Pavoncelli, Giorgia Priolo
- Société de production : Indiana Production, Babe Film, Rai Cinema, Edi Effetti Digitali Italiani
- Pays de production :  Italie -  France
- Langue originale : italien
- Format : Couleurs et noir et blanc - 2,39:1
- Durée : 90 minutes
- Genre : Drame
- Dates de sortie :
  - Italie : 24 mars 2023 (Festival international du film de Bari) ; 30 mars 2023 (sortie nationale)

## Distribution
- Toni Servillo : Leo Bernardi
- Fabrizio Bentivoglio : Giacomo Casanova
- Sara Serraiocco : Silvia
- Natalino Balasso : Gianni
- Alessandro Besentini : Olivo
- Bianca Panconi : Marcolina
- Antonio Catania : Alberto
- Sara Bertelà : Amalia
- Marco Bonadei : Lorenzo Marino
- Elio De Capitani : Marquis Celsi
- Angelo Di Genio : Lieutenant Lorenzi
- Riccardo Gamba : Barker
- Yoon C. Joyce : Portier d'hôtel
- Walter Leonardi : Technicien en domotique
- Francesco Villa : le secouriste

## Production
Le tournage, qui a duré neuf semaines, s'est déroulé en Vénétie et en Lombardie.

## Exploitation
Le film a été présenté au Festival international du film de Bari le 24 mars 2023 et est sorti dans les salles italiennes à partir du 30 mars.